# Sassia kampyla
Sassia kampyla es una especie de molusco gasterópodo de la familia Ranellidae.

## Distribución geográfica
Se encuentra  en Nueva Zelanda.